# 小行星列表/115301-115400
| 名稱                   | 臨時編號   | 發現日期      | 發現地點     | 發現者                         |
| ---------------------- | ---------- | ------------- | ------------ | ------------------------------ |
| 小行星115301           | 2003 SQ205 | 2003年9月25日 | 海勒卡拉     | 近地小行星追踪                 |
| 小行星115302           | 2003 SU206 | 2003年9月26日 | 索科罗       | 林肯近地小行星研究小组         |
| 小行星115303           | 2003 SM207 | 2003年9月26日 | 索科罗       | 林肯近地小行星研究小组         |
| 小行星115304           | 2003 SW207 | 2003年9月26日 | 索科罗       | 林肯近地小行星研究小组         |
| 小行星115305           | 2003 SR209 | 2003年9月24日 | Kvistaberg   | 烏普薩拉－DLR小行星巡天        |
| 小行星115306           | 2003 SN210 | 2003年9月26日 | 索科罗       | 林肯近地小行星研究小组         |
| 小行星115307           | 2003 SO210 | 2003年9月26日 | 索科罗       | 林肯近地小行星研究小组         |
| 小行星115308           | 2003 SC211 | 2003年9月24日 | 帕洛马山     | 近地小行星追踪                 |
| 小行星115309           | 2003 SN211 | 2003年9月25日 | 帕洛马山     | 近地小行星追踪                 |
| 小行星115310           | 2003 SR213 | 2003年9月26日 | 索科罗       | 林肯近地小行星研究小组         |
| 小行星115311           | 2003 SH214 | 2003年9月26日 | 本森         | 杨光宇                         |
| 小行星115312Whither    | 2003 SP215 | 2003年9月19日 | 圣贝纳迪诺县 | J. W. Young                    |
| 小行星115313           | 2003 SX215 | 2003年9月25日 | 海勒卡拉     | 近地小行星追踪                 |
| 小行星115314           | 2003 SY215 | 2003年9月25日 | 海勒卡拉     | 近地小行星追踪                 |
| 小行星115315           | 2003 SZ215 | 2003年9月25日 | 海勒卡拉     | 近地小行星追踪                 |
| 小行星115316           | 2003 SK216 | 2003年9月26日 | 索科罗       | 林肯近地小行星研究小组         |
| 小行星115317           | 2003 SZ216 | 2003年9月27日 | 本森         | 杨光宇                         |
| 小行星115318           | 2003 SJ217 | 2003年9月27日 | 本森         | 杨光宇                         |
| 小行星115319           | 2003 SR218 | 2003年9月28日 | 本森         | 杨光宇                         |
| 小行星115320           | 2003 SB219 | 2003年9月19日 | 帕洛马山     | 近地小行星追踪                 |
| 小行星115321           | 2003 SK219 | 2003年9月28日 | 索科罗       | 林肯近地小行星研究小组         |
| 小行星115322           | 2003 SM219 | 2003年9月26日 | 索科罗       | 林肯近地小行星研究小组         |
| 小行星115323           | 2003 SO219 | 2003年9月27日 | 本森         | 杨光宇                         |
| 小行星115324           | 2003 SP220 | 2003年9月29日 | 本森         | 杨光宇                         |
| 小行星115325           | 2003 SQ220 | 2003年9月29日 | 本森         | 杨光宇                         |
| 小行星115326Wehinger   | 2003 SC221 | 2003年9月29日 | 谢拉维斯塔   | D. Healy                       |
| 小行星115327           | 2003 SH222 | 2003年9月27日 | 本森         | 杨光宇                         |
| 小行星115328           | 2003 SR222 | 2003年9月28日 | 喷泉山       | C. W. Juels、P. R. Holvorcem   |
| 小行星115329           | 2003 SY222 | 2003年9月27日 | 本森         | 杨光宇                         |
| 小行星115330           | 2003 SB224 | 2003年9月22日 | 索科罗       | 林肯近地小行星研究小组         |
| 小行星115331Shrylmiles | 2003 SL224 | 2003年9月29日 | 谢拉维斯塔   | D. Healy                       |
| 小行星115332           | 2003 SR224 | 2003年9月28日 | 可可尼诺县   | 洛厄尔天文台近地小行星搜寻计划 |
| 小行星115333           | 2003 SV225 | 2003年9月26日 | 索科罗       | 林肯近地小行星研究小组         |
| 小行星115334           | 2003 SX225 | 2003年9月26日 | 索科罗       | 林肯近地小行星研究小组         |
| 小行星115335           | 2003 SZ225 | 2003年9月26日 | 索科罗       | 林肯近地小行星研究小组         |
| 小行星115336           | 2003 SF226 | 2003年9月26日 | 索科罗       | 林肯近地小行星研究小组         |
| 小行星115337           | 2003 SG226 | 2003年9月26日 | 索科罗       | 林肯近地小行星研究小组         |
| 小行星115338           | 2003 SH226 | 2003年9月26日 | 索科罗       | 林肯近地小行星研究小组         |
| 小行星115339           | 2003 SK226 | 2003年9月26日 | 索科罗       | 林肯近地小行星研究小组         |
| 小行星115340           | 2003 SL226 | 2003年9月26日 | 索科罗       | 林肯近地小行星研究小组         |
| 小行星115341           | 2003 SS226 | 2003年9月26日 | 索科罗       | 林肯近地小行星研究小组         |
| 小行星115342           | 2003 SO227 | 2003年9月27日 | 索科罗       | 林肯近地小行星研究小组         |
| 小行星115343           | 2003 SS228 | 2003年9月26日 | 索科罗       | 林肯近地小行星研究小组         |
| 小行星115344           | 2003 SV228 | 2003年9月26日 | 索科罗       | 林肯近地小行星研究小组         |
| 小行星115345           | 2003 SB229 | 2003年9月27日 | 基特峰       | 太空监视                       |
| 小行星115346           | 2003 SY230 | 2003年9月24日 | 帕洛马山     | 近地小行星追踪                 |
| 小行星115347           | 2003 SS232 | 2003年9月24日 | 海勒卡拉     | 近地小行星追踪                 |
| 小行星115348           | 2003 SW233 | 2003年9月25日 | 海勒卡拉     | 近地小行星追踪                 |
| 小行星115349           | 2003 SR234 | 2003年9月25日 | 海勒卡拉     | 近地小行星追踪                 |
| 小行星115350           | 2003 SW234 | 2003年9月25日 | 伊德里亚     | Črni Vrh                       |
| 小行星115351           | 2003 SA235 | 2003年9月26日 | 索科罗       | 林肯近地小行星研究小组         |
| 小行星115352           | 2003 SX240 | 2003年9月27日 | 索科罗       | 林肯近地小行星研究小组         |
| 小行星115353           | 2003 SJ244 | 2003年9月25日 | 海勒卡拉     | 近地小行星追踪                 |
| 小行星115354           | 2003 SW244 | 2003年9月26日 | 索科罗       | 林肯近地小行星研究小组         |
| 小行星115355           | 2003 SQ246 | 2003年9月26日 | 索科罗       | 林肯近地小行星研究小组         |
| 小行星115356           | 2003 SD247 | 2003年9月26日 | 索科罗       | 林肯近地小行星研究小组         |
| 小行星115357           | 2003 SS249 | 2003年9月26日 | 索科罗       | 林肯近地小行星研究小组         |
| 小行星115358           | 2003 SY249 | 2003年9月26日 | 索科罗       | 林肯近地小行星研究小组         |
| 小行星115359           | 2003 SA250 | 2003年9月26日 | 索科罗       | 林肯近地小行星研究小组         |
| 小行星115360           | 2003 SJ250 | 2003年9月26日 | 索科罗       | 林肯近地小行星研究小组         |
| 小行星115361           | 2003 SL250 | 2003年9月26日 | 索科罗       | 林肯近地小行星研究小组         |
| 小行星115362           | 2003 SN250 | 2003年9月26日 | 索科罗       | 林肯近地小行星研究小组         |
| 小行星115363           | 2003 SZ250 | 2003年9月26日 | 索科罗       | 林肯近地小行星研究小组         |
| 小行星115364           | 2003 SC251 | 2003年9月26日 | 索科罗       | 林肯近地小行星研究小组         |
| 小行星115365           | 2003 SE251 | 2003年9月26日 | 索科罗       | 林肯近地小行星研究小组         |
| 小行星115366           | 2003 SL251 | 2003年9月26日 | 索科罗       | 林肯近地小行星研究小组         |
| 小行星115367           | 2003 SP251 | 2003年9月26日 | 索科罗       | 林肯近地小行星研究小组         |
| 小行星115368           | 2003 SZ251 | 2003年9月26日 | 索科罗       | 林肯近地小行星研究小组         |
| 小行星115369           | 2003 SS252 | 2003年9月26日 | 索科罗       | 林肯近地小行星研究小组         |
| 小行星115370           | 2003 SX254 | 2003年9月27日 | 基特峰       | 太空监视                       |
| 小行星115371           | 2003 SU255 | 2003年9月27日 | 基特峰       | 太空监视                       |
| 小行星115372           | 2003 SA256 | 2003年9月27日 | 基特峰       | 太空监视                       |
| 小行星115373           | 2003 SA259 | 2003年9月28日 | 基特峰       | 太空监视                       |
| 小行星115374           | 2003 SC259 | 2003年9月28日 | 基特峰       | 太空监视                       |
| 小行星115375           | 2003 SG259 | 2003年9月28日 | 基特峰       | 太空监视                       |
| 小行星115376           | 2003 SH262 | 2003年9月27日 | 基特峰       | 太空监视                       |
| 小行星115377           | 2003 SA270 | 2003年9月24日 | 海勒卡拉     | 近地小行星追踪                 |
| 小行星115378           | 2003 SO270 | 2003年9月25日 | 帕洛马山     | 近地小行星追踪                 |
| 小行星115379           | 2003 SE271 | 2003年9月25日 | 海勒卡拉     | 近地小行星追踪                 |
| 小行星115380           | 2003 SJ271 | 2003年9月25日 | 海勒卡拉     | 近地小行星追踪                 |
| 小行星115381           | 2003 SV272 | 2003年9月27日 | 索科罗       | 林肯近地小行星研究小组         |
| 小行星115382           | 2003 SD273 | 2003年9月27日 | 索科罗       | 林肯近地小行星研究小组         |
| 小行星115383           | 2003 SF274 | 2003年9月28日 | 可可尼诺县   | 洛厄尔天文台近地小行星搜寻计划 |
| 小行星115384           | 2003 SG275 | 2003年9月29日 | 索科罗       | 林肯近地小行星研究小组         |
| 小行星115385           | 2003 SH275 | 2003年9月29日 | 索科罗       | 林肯近地小行星研究小组         |
| 小行星115386           | 2003 SP275 | 2003年9月29日 | 索科罗       | 林肯近地小行星研究小组         |
| 小行星115387           | 2003 SY275 | 2003年9月29日 | 索科罗       | 林肯近地小行星研究小组         |
| 小行星115388           | 2003 SN278 | 2003年9月30日 | 索科罗       | 林肯近地小行星研究小组         |
| 小行星115389           | 2003 SU278 | 2003年9月30日 | 索科罗       | 林肯近地小行星研究小组         |
| 小行星115390           | 2003 SR279 | 2003年9月17日 | 索科罗       | 林肯近地小行星研究小组         |
| 小行星115391           | 2003 SG280 | 2003年9月18日 | 索科罗       | 林肯近地小行星研究小组         |
| 小行星115392           | 2003 SM283 | 2003年9月20日 | 索科罗       | 林肯近地小行星研究小组         |
| 小行星115393           | 2003 SW284 | 2003年9月20日 | 索科罗       | 林肯近地小行星研究小组         |
| 小行星115394           | 2003 SA286 | 2003年9月20日 | 帕洛马山     | 近地小行星追踪                 |
| 小行星115395           | 2003 SR286 | 2003年9月21日 | 帕洛马山     | 近地小行星追踪                 |
| 小行星115396           | 2003 SA287 | 2003年9月29日 | 基特峰       | 太空监视                       |
| 小行星115397           | 2003 SN288 | 2003年9月28日 | 索科罗       | 林肯近地小行星研究小组         |
| 小行星115398           | 2003 SF290 | 2003年9月28日 | 可可尼诺县   | 洛厄尔天文台近地小行星搜寻计划 |
| 小行星115399           | 2003 SD291 | 2003年9月29日 | 索科罗       | 林肯近地小行星研究小组         |
| 小行星115400           | 2003 SJ291 | 2003年9月29日 | 索科罗       | 林肯近地小行星研究小组         |